# Radini
Radini falu Horvátországban, Isztria megyében. Közigazgatásilag Brtoniglához tartozik.

## Fekvése
Az Isztria északnyugati részén, Umagtól 8 km-re délkeletre, községközpontjától 4 km-re nyugatra levő termékeny mezőn fekszik. Településrészei: Radini, Lukoni és St. Koči (Škrabarija).

## Története
1880-ban 107, 1910-ben 152 lakosa volt. Az első világháború után a rapallói szerződés értelmében Isztria az Olasz Királysághoz került. 1943-ban az olasz kapitulációt követően német megszállás alá került, mely 1945-ig tartott. A második világháború után a párizsi békeszerződés értelmében Jugoszlávia része lett, de 1954-ig különleges igazgatási területként átmenetileg a Trieszti B zónához tartozott és csak ezután lépett érvénybe a jugoszláv polgári közigazgatás. A település Jugoszlávia felbomlása után 1991-ben a független Horvátország része lett. 2011-ben a falunak 112 lakosa volt. Lakói főként mezőgazdasággal és turizmussal foglalkoznak.

## Nevezetességei
A Lourdes-i Szűzanya tiszteletére szentelt temploma 1929-ben épült. Zömök, 12 méter magas harangtornyát 1936-ban építették. A nem túl nagy méretű templomnak meglepően nagy méretű oltára van, mely a szentély teljes hátsó falát befedve a Lourdes-i barlangot jeleníti meg.

## Lakosság
| Lakosság változása | Lakosság változása | Lakosság változása | Lakosság változása | Lakosság változása | Lakosság változása | Lakosság változása | Lakosság változása | Lakosság változása | Lakosság változása | Lakosság változása | Lakosság változása | Lakosság változása | Lakosság változása | Lakosság változása | Lakosság változása |
| ------------------ | ------------------ | ------------------ | ------------------ | ------------------ | ------------------ | ------------------ | ------------------ | ------------------ | ------------------ | ------------------ | ------------------ | ------------------ | ------------------ | ------------------ | ------------------ |
| 1857               | 1869               | 1880               | 1890               | 1900               | 1910               | 1921               | 1931               | 1948               | 1953               | 1961               | 1971               | 1981               | 1991               | 2001               | 2011               |
| 0                  | 0                  | 107                | 127                | 126                | 152                | 0                  | 0                  | 212                | 153                | 151                | 120                | 95                 | 102                | 111                | 112                |